# Jean Guyot de Châtelet
Jean Guyot de Châtelet   (Châtelet, c. 1512 (Gregorià) - Lieja, 11 de març de 1588), fou un poeta, músic i musicògraf flamenc del Renaixement.
Després d'estudiar en la Universitat de Lovaina, on el 1537 aconseguí el grau Batxiller en Arts, abraçà el sacerdoci i es convertí en capellà de la Col·legiata de Sant Pau de Lieja on ocupà el càrrec de Mestre de capella en la Catedral de Saint-Lambert. El 1563, es convertí en Kapellmeister de la Cort Imperial de Viena durant un any. El 1564, retornà a Lieja a la catedral, on dirigí les activitats musicals durant vint-i-cinc anys. Fou molt apreciat pels seus contemporanis, inclús Hermann Finck.
Va compondre cançons i motets, un Te Deum (Anvers, 1546), també va publicar una obra poètica i el tractat Minervalia artium (Maastricht, 1554).